# الرسوم المتحركة للشخصيات
الرسوم المتحركة للشخصيات أو «تحريك الشخصيات» هو مجال متخصص في عملية إنشاء الرسوم المتحركة، والتي تتضمن تحريك الشخصيات المُنَمْذَجَة. إن دور رسام الرسوم مشابه لدور ممثل مسرحي أو في فيلم وغالبًا ما يسمى «ممثل بقلم رصاص» (أو فأر). يظهر رسامو الرسوم المتحركة شخصياتهم وكأنها حقيقية مما يخلق وهم الفكر والعاطفة والشخصية. غالبًا ما يتم تمييز الرسوم المتحركة للشخصية عن الرسوم المتحركة للمخلوقات، والتي تتضمن إحياء الحيوانات والمخلوقات الواقعية.

## الأصول
غالبًا ما يعتبر فيلم «الديناصور جيرتي 1914» للمخرج «Winsor McCay» أول مثال على الرسوم المتحركة الحقيقية للشخصية. لاحقاً شبع أوتو ميسمر القط فيليكس بشخصية يمكن التعرف عليها على الفور خلال عشرينيات القرن العشرين.
في ثلاثينيات القرن العشرين، أعطى والت ديزني الرسوم المتحركة للشخصية محور تركيز خاص في استوديو الرسوم المتحركة الخاص به، والذي عُرِض بشكل أفضل في أفلامه مثل ثلاثة خنازير صغار Three Little Pigs(1933)، وبياض الثلج والأقزام السبعة (1937)، وبينوكيو Pinocchio (1940) ودمبوDumbo (1941).
كانت بياض الثلج والأقزام السبعة «أول فيلم رسوم متحركة وموسيقيىّ بطول كامل» بتقنية التصوير بالألوان. رسامي الرسوم المتحركة في ديزني مثل بيل تيتلا، أوب إيوركس، جريم ناتويك، فريد مور، وارد كيمبال، ليس كلارك، جون سيبلي، مارك ديفيس، وولفجانج ريثرمان، هال كينج، هاميلتون لوسكي، نورم فيرجسون، إريك لارسون، جون لونسبري، ميلت كال، فرانك توماس وأولي جونستون فرانك أصبحوا جميعهم أساتذة في هذه التقنية. 
علّم فرانك وأولي، كما كان معروفًا بمودة من قبل أتباعهما، أن الأفكار والعواطف الكامنة وراء الشخصية كانت أساسية في إنشاء كل مشهد. من بين جميع الرجال التسعة الكبار، كان فرانك وأولي الأكثر شهرة بعلاقاتهما مع المرشد / المتدرب، ومشاركة معرفتهما حول إنشاء الشخصيات، وعلى الأخص كما تم نسخها من خلال Disney Animation: The Illusion of Life . ينقل هذا الكتاب المبادئ الأساسية الـ 12 للرسوم المتحركة، ويعتبر بشكل غير رسمي «الكتاب المقدس للرسوم المتحركة» لأي طالب للرسوم المتحركة. 
تشمل الشخصيات البارزة الأخرى في الرسوم المتحركة للشخصيات مديري شليزنجر/وارنر براذرز (تكس أفيري، وتشاك جونز، وبوب كلامبيت، وفرانك تاشلين، وروبرت مكيمسون، وفريز فريلينج) ورسامي الرسوم الكرتونية ماكس فلايشر ووالتر لانتز، والرسامين الرائدين هانا باربيرا، دون بلوث الرسام السابق لدى ديزني، والرسام المستقل ريتشارد ويليامز، وجون لاسيتر في بيكسار، ورسامي ديزني أندرياس ديجا، وجلين كين، وإريك غولدبرغ. ومع ذلك، لا تقتصر الرسوم المتحركة للشخصيات على استوديوهات هوليوود. بعض من أروع الأمثلة على طابع الرسوم المتحركة يمكن العثور عليها في عمل نيك بارك من أردمن للرسوم المتحركة والرسام المستقل الروسيّ يوري Norstein .[بحاجة لمصدر]

## الألعاب
على الرغم من وجود أمثلة نموذجية للرسوم المتحركة للشخصيات في الأفلام، إلا أن دور الرسوم المتحركة للشخصيات في صناعة الألعاب يتزايد بسرعة. يستخدم مطورو الألعاب شخصيات أكثر تعقيدًا حيث تسمح للاعب بالتواصل بشكل كامل مع تجربة الألعاب.الألعاب (أمير فارس Prince of Persia) أو (إله الحرب God of War) أو (فريق القلعة الثانى Team Fortress II) أو (مصاص الدماء Resident Evil) جميعها تحتوى على أمثلة للرسوم المتحركة للشخصيات في الألعاب. 

## المؤثرات البصرية وتحريك المخلوقات

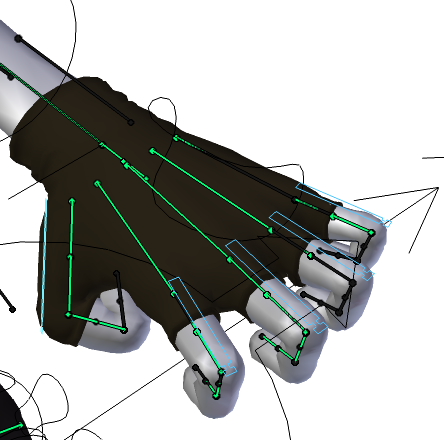
نظام تلاعب لشخصية بغرض التحريك الهيكليّ

غالبًا ما تتناقض 'الرسوم المتحركة للشخصيات' مع 'الرسوم المتحركة للمخلوقات' حيث يقوم الرسامون المتخصصون بإحياء حيوانات ومخلوقات واقعية مثل الديناصورات والمخلوقات الخيالية. يتخصص 'رسامو المؤثرات المرئية' في تحريك المركبات والآلات والظواهر الطبيعية كالمطر والثلج والبرق والماء، بالإضافة إلى المؤثرات «غير الطبيعية» التي غالبًا ما تظهر في أفلام الخيال العلمي. هناك قدر كبير من التشابك بين هذه المجالات. في بعض الأحيان يستخدم رسامو المؤثرات البصرية نفس مبادئ الرسوم المتحركة للشخصيات؛ مثال مبكر هو قدم كاذب في فيلم الخيال العلمى الهاوية.
تتعامل أبحاث علوم الحاسوب الجارية حول الرسوم المتحركة للشخصيات مع مسألة إنشاء مستوى تفاصيل متعدد الطبقات في وقت التشغيل للسماح بتصيير ضخم في التطبيقات آنية اللحظة. في الشخصيات الواقعية تُحاكى حركاتها غالبًا باستخدام تقنية التقاط الحركة  وتقنية ديناميكيات الجسم الرقيق.